# Птича
Пти́ча — село в Україні, у Тараканівській сільській громаді Дубенського району Рівненської області. Населення становить 930 осіб.  Колишній (до 2020 р.) центр Птицької сільської ради. З 2020 року входить до складу Тараканівської сільської громади. Через село проходить автомобільна дорога Київ-Чоп, а також Львівська залізниця (станція Птича).

## Розташування, рельєф та корисні копалини
Розташоване на лівому березі річки Ікви, за 18 км від районного центру м. Дубно, у географічній зоні Мале Полісся, майже на межі Малого Полісся із Повчанською височиною. Висота над рівнем моря коливається від 202 м у східній частині села до 240 м у західній частині.
Сусідні села: Верба (півд. захід), Білогородка (захід), Стара Носовиця (схід), Турковичі (півн. схід).

## Історія
1545 рік — згадується у ревізії Кременецького замку, де зазначено, що власник села князь Василь Острозький має обов'язок утримувати при замку одну з городень.
1671 рік, грудень — через містечко Птича проїздив німецький мандрівник Ульріх фон Вердум, який згадує, що Птича «була цілком спустошена, але потрохи знову відбудовується», лежить на височині, належить «князеві з Острога» і має папський костел, дві церкви і єврейську божницю.
1753 рік — село згадується у дарчому записі про подарування князем Янушем Сангушком міста Дубна, містечка Птичі та ще 70 сіл князю Станіславу Любомирському з обов'язком тримати в Дубенському замку 270 піших людей для військових потреб та оборони фортеці.
Після поділу Речі Посполитої 1793 року територія, до якої належить Птича, окупована Російською імперією. Містечко знаходилось у складі Дубенського повіту Волинської губернії.
У 1906 році містечко Вербівської волості Дубенського повіту Волинської губернії. Відстань від повітового міста 16 верст, від волості 2. Дворів 168, мешканців 1024.
В часи Першої світової війни біля Птичі проходила лінія фронту. З осені 1915 року перебувало під владою австро-угорських військ. В червні 1916 року захоплене російськими військами в ході Брусиловського прориву.
7 (20) листопада 1917 року, відповідно до Третього Універсалу Української Центральної Ради, увійшло до складу Української Народної Республіки.
Внаслідок поразки Перших визвольних змагань, а також підписання Польщею сепаратного Ризького мирного договору село опиняється під владою Республіки Польща.
З 1919 року село входить до складу Вербської ґміни Дубенського повіту Волинського воєводства.
У вересні 1939 року, згідно із пактом Молотова — Ріббентропа, село захоплено СРСР. В 1940 році Птича увійшла до складу Вербського району новоутвореної Ровенської області.
У червні 1941 року село було в центрі найбільшої танкової битви в історії — Дубно—Луцьк—Броди. Відоме тим, що неподалік було здійснено перший танковий таран радянським лейтенантом Олександром Фроловим. В околицях села йшли жорстокі танкові бої.
У березні 1944 року село захоплено Червоною Армією.
З 24 серпня 1991 року село входить до складу незалежної України.
12 червня 2020 року, відповідно до розпорядження Кабінету Міністрів України № 722-р від «Про визначення адміністративних центрів та затвердження територій територіальних громад Рівненської області», увійшло до складу Тараканівської сільської громади.
19 липня 2020 року, в результаті адміністративно-територіальної реформи та ліквідації  Дубенського (1939—2020) району, село увійшло до складу новоутвореного Дубенського району.

## Населення

### Мова
Розподіл населення за рідною мовою за даними перепису 2001 року:
| Мова       | Кількість | Відсоток |
| ---------- | --------- | -------- |
| українська | 1082      | 99.27%   |
| російська  | 8         | 0.73%    |
| Усього     | 1090      | 100%     |

## Культові споруди
У селі є церква Успіння Пресвятої Богородиці. 2 листопада 2014 року в селі проведено голосування, під час якого 407 парафіян підтримали перехід церковної громади до Української Православної Церкви Київському Патріархату, 305 висловились залишитися в УПЦ МП.
За заявою українських ЗМІ, при початку богослужінь УПЦ КП не обійшлося без протидії зі сторони Московського патріархату. 27 грудня 2014 року завезені семінаристи Почаївської Лаври та «церковні тітушки» — молоді чоловіки міцної тілобудови — з газовими балончиками — в Птичі «проповідували руський мир». Однак церкву вдалося відстояти.
20 квітня 2015 року представники УПЦ Московського патріархату захопили церкву Успіння Пресвятої Богородиці — прибули на 5 автобусах, побили парафіян, зірвали замки та увірвались до храму.
18 листопада 2015 року сесія Птицької сільради ухвалила рекомендаційне рішення про почергове Богослужіння в церкві Успіння Богородиці, однак представники Московського патріархату оскаржили це рішення в адміністративному суді.
18 грудня 2015 року до Птичі прибули монахи та віряни Московского Патріархату, були віряни на автівках з волинськими номерами, загальною кількістю до 400 осіб та захопили церкву.
За заявою ЗМІ, небажаючи проводити почергову службу в церкві, прихильники Московського патріархату упродовж року кілька разів перекривали міжнародну автотрасу Київ-Чоп.
У квітні 2018 року мати загиблого на сході України під Іловайськом Миколи Гуменюка, вояка 51-ї окремої механізованої бригади, хотіла перепоховати сина в рідному селі, однак прихильники Московського патріархату відспівати Героя в рідній церкві не дозволили.

## Постаті
- Федорин Роман Анатолійович — солдат, воїн ЗСУ.
- Гуменюк Микола Олександрович (1983—2014) — солдат, воїн ЗСУ, загинув під Іловайськом.[12]

## Сучасність
За даними перепису 2001 року в селі проживало 1090 мешканців. Діє загальноосвітня школа І—ІІ ступенів (9 класів), бібліотека з підключенням до інтернету, ФАП.
Працюючі підприємства: ФГ «Птича-Агро», асфальтний завод італійської будівельної компанії «Тодіні».
До села підведено газ.